# Le colline bruciano
Le colline bruciano (The Burning Hills) è un film western del 1956 diretto da Stuart Heisler.
È basato sul romanzo del 1956 The Burning Hills di Louis L'Amour.

## Trama
Il cowboy Trace trova il cadavere del fratello e intuisce subito che gli autori dell'omicidio sono gli uomini di Jack Sutton, grande allevatore di bestiame, che era suo rivale. Trace si reca da Sutton e minaccia di denunciarlo, l'uomo tenta di ucciderlo ma Trace ha la meglio e lo anticipa. 
Braccato dagli uomini fedeli a Sutton, Trace si nasconde in una miniera abbandonata dove riceve aiuto da Maria, figlia di un allevatore ucciso anni prima proprio da Sutton: i due decidono di unirsi per sconfiggere il loro comune nemico.

## Produzione
Il film, diretto da Stuart Heisler su una sceneggiatura di Irving Wallace e un soggetto di Louis L'Amour (autore del romanzo), fu prodotto da Richard Whorf per la Warner Bros. e girato a Keyesville e nel Warner Ranch a Calabasas, in California, da metà febbraio a fine marzo 1956.

## Distribuzione
La prima del film avvenne a New York il 23 agosto 1956; venne distribuito nelle sale cinematografiche statunitensi con il titolo The Burning Hills nel settembre 1956 dalla Warner Bros.
Altre distribuzioni:
- in Giappone il 19 dicembre 1956
- in Francia l'11 gennaio 1957 (Collines brûlantes)
- in Svezia il 25 febbraio 1957 (Hämnd till varje pris)
- in Portogallo il 9 marzo 1957 (O Monte do Desespero)
- in Finlandia il 19 luglio 1957 (Liekehtivät vuoret)
- in Danimarca il 15 novembre 1963 (Hævn for enhver pris)
- in Belgio (Collines brûlantes)
- in Belgio (Heuvels in vlammen)
- in Brasile (Montanhas de Fogo)
- in Brasile (Montanhas em Fogo)
- in Spagna (Colinas ardientes)
- in Grecia (Flegomenoi lofoi)
- in Ungheria (Forró hegyek)
- in Italia (Le colline bruciano)
- in Norvegia (Brennende åser)
- in Germania Ovest (Horizont in Flammen)

## Critica
Secondo il Morandini il film è un "western trito e ritrito".

## Promozione
Le tagline sono:
- Romantic adventure of the early West!
- That shy guy from 'Battle Cry' and the girl from 'Rebel Without a Cause'!
- People would say "But they're only kids"!
- Shoot-'em-up heroics from sagebrush scribe Louis L'Amour.